# 摩拉吧笛鯛
摩拉吧笛鯛，又稱馬拉巴笛鯛，俗名赤筆仔，為輻鰭魚綱鱸形目鱸亞目笛鯛科的其中一個種。

## 分布
本魚分布於印度西太平洋區，包括模里西斯、塞席爾群島、馬爾地夫、亞丁灣、波斯灣、巴基斯坦、斯里蘭卡、印度、安達曼海、泰國、緬甸、馬來西亞、菲律賓、印尼、琉球群島、台灣、中國沿海、新幾內亞、萊恩群島、馬里亞納群島、帛琉、密克羅尼西亞、馬紹爾群島、諾魯、斐濟群島、澳洲、所羅門群島、等海域。

## 深度
水深2至200公尺。

## 特徵
本魚體近橢圓形，背鰭無特別延長之鰭條；側線上下方鱗列均斜走；背鰭軟條部後端尖銳，其基底較鰭為短；前鰓蓋有淺缺刻。尾柄上有大形黑斑，其前後有白邊，體側有若干金色縱線。背鰭硬棘10枚，軟條13枚；臀鰭硬棘3枚，軟條8至9枚。體長可達100公分。

## 生態
本魚在各種底質環境均可發現其蹤跡，屬肉食性，以甲殼類及小魚為食。

## 經濟利用
肉質鮮美，屬上等的食用魚，適合煎食或煮湯。